# 4701 Milani
A 4701 Milani (ideiglenes jelöléssel 1986 VW6) a Naprendszer kisbolygóövében található aszteroida. Edward L. G. Bowell fedezte fel 1986. november 6-án.